# オルフェウス (ストラヴィンスキー)
『オルフェウス』（Orpheus）は、イーゴリ・ストラヴィンスキーが1947年に作曲した3場からなるバレエ音楽。

## 作曲の経緯
リンカーン・カースティンの依頼により、ニューヨーク・シティ・バレエ団の前身であるバレエ協会のために作曲され、1947年9月23日に完成した。ストラヴィンスキーは振付のジョージ・バランシンと緊密に連絡しながら作曲した。

## 初演
1948年4月28日、ニューヨークの音楽・演劇センターにおいて、バレエ協会によって初演された。
- 振付：ジョージ・バランシン
- 美術・衣裳：イサム・ノグチ
- オルフェウス：ニコラス・マガリャネス(英語版)
- エウリュディケー：マリア・トールチーフ

初演はセルゲイ・ディアギレフの没後ではまれな成功をおさめ、振付や美術も高く評価された。
このバレエの成功をきっかけにして、バレエ協会は常設のバレエ団に変わり、名前をニューヨーク・シティ・バレエ団に改めた。新生ニューヨーク・シティ・バレエ団の第1回公演は1948年11月11日に行われ、その出し物は『オルフェウス』、『シンフォニー・イン・C』（ビゼー）、『コンチェルト・バロッコ』（バッハの2つのヴァイオリンのための協奏曲BWV1043）であった。その後もバランシンとストラヴィンスキーは生涯にわたって協力を続けた。

## 編成
- フルート2、ピッコロ、オーボエ2（コーラングレ持ち替え）、クラリネット2、ファゴット2、ホルン4、トランペット2、トロンボーン2、ティンパニ、ハープ、弦5部[5]。

演奏時間は約30分。

## 曲の構成
第1場
- Lento sostenuto
- エール・ド・ダンス（Air de Danse）
- 死の天使の踊り（Dance of the Angel of Death）
- 間奏曲

第2場
- 復讐の女神たちのパ（Pas des Furies）
- エール・ド・ダンス（Air de Danse）
- パ・ダクシオン（Pas d'Action）
- パ・ド・ドゥ（Pas de deux）
- 間奏曲
- パ・ダクシオン（Pas d'Action）

第3場
- オルフェウスのアポテオーズ（Orpheus's Apotheosis）

## 内容
第1場冒頭、弦楽器によるコラールの上をハープがフリギア旋法の下降音階を奏で、エウリュディケーを失ったオルフェウスの嘆きを表す。ヴァイオリン独奏による軽快なエール・ド・ダンスについで、金管の旋律が聞こえ、死の天使がオルフェウスを地下世界へと導く。無気味な間奏曲が続く。
第2場、グルック『オルフェオとエウリディーチェ』にも登場する復讐の女神たちの踊りにはじまり、2台のオーボエとハープによるオルフェウスのエール・ド・ダンスが続く。地下世界はオルフェウスの音楽に感じいり、復讐の女神たちはオルフェウスに目隠しをした後にエウリュディケーを返す。
パ・ド・ドゥは弦楽を主体とするもっとも長い曲で、目隠しをしたオルフェウスがエウリュディケーと踊るが、結局目隠しを取ってしまい、エウリュディケーは再び倒れる。
金管による重苦しい間奏曲が流れた後、暴力的なリズムを持つパ・ダクシオンに入り、バッカンテス（マイナデス）によってオルフェウスは八つ裂きにされる。
第3場、ふたたび冒頭のハープが戻ってくるが、今度はドーリア旋法の上昇音階を奏で、それに2台のホルンによるフーガが加わる。ホルンの主題は冒頭の弦楽器の主題の逆行形になっている。アポローン神はオルフェウスの竪琴と音楽を天にあげる。